# یاسنایا پولیانا (شهرستان خابارسکی، سرزمین آلتای)
یاسنایا پولیانا (به لاتین: Yasnaya Polyana) یک منطقهٔ مسکونی در روسیه است که در سرزمین آلتای واقع شده‌است.